# Edward Wyznawca
Edward Wyznawca (ur. ok. 1002 w Islip k. Oksfordu, zm. 5 stycznia 1066) – król Anglii od 1042, syn króla Ethelreda II Bezradnego i Emmy, córki Ryszarda I Nieustraszonego, księcia Normandii, święty Kościoła katolickiego i anglikańskiego.

## Przed wstąpieniem na tron
W 1013 roku razem ze swoim ojcem i młodszym bratem Alfredem musiał uciekać do Normandii przed wojskami króla Danii Swena Widłobrodego. Edward pozostawał w Normandii z niewielką przerwą przez niemal 30 lat. Dzielił tam czas między polowania i modlitwę. Przyjął też normandzkie obyczaje, stamtąd wyniósł przyjaźnie i zaufanych ludzi, którymi będzie się otaczał podczas panowania w Anglii. Wpływy normandzkie będą silne za jego rządów.
Ojciec Edwarda zmarł w 1016 roku. W 1017 roku królowa Emma poślubiła Kanuta Wielkiego, któremu urodziła syna Hardekanuta. Kanut Wielki umarł w 1035 r., a Emma zaplanowała oddanie angielskiej korony Hardekanutowi, który jednak przebywał wówczas w Danii i nie mógł szybko przybyć do Anglii. Sytuację tę wykorzystał Harold Zajęcza Stopa, syn Kanuta z nieprawego łoża, który został okrzyknięty regentem królestwa. Obawiając się, że Harold zdecyduje się przejąć koronę, Emma wezwała na pomoc z Normandii swoich synów, Edwarda i Alfreda. Harold działał szybko i pojmał młodszego z braci, którego kazał oślepić, w wyniku czego książę zmarł. Edwardowi zdołał uciec i wrócił do Normandii. Rok później Anglię opuściła również królowa Emma, a Harold ogłosił się królem.
Harold zmarł w 1040 r. i królem Anglii został przyrodni brat Edwarda, Hardekanut. W 1041 r. wezwał on Edwarda na swój dwór i, jako że sam nie posiadał dzieci, ogłosił go swoim następcą. W 1042 r. zmarł nagle podczas uczty, a Witan, rada królewska, wybrała Edwarda na nowego króla. Koronacja odbyła się w Wielkanoc 3 kwietnia 1043 w starej katedrze w Winchesterze. W jego osobie na tron angielski powróciła prastara dynastia z Wesseksu.

## Panowanie
Panowanie Edwarda to okres pokoju wewnętrznego w królestwie Anglii. Realna władza nie spoczywała jednak w rękach słabego króla, który swój czas wolał poświęcać modlitwie. Rządy w kraju sprawowali trzej potężni earlowie – Godwin z Kentu, earl Wessex’u, Leofryk, earl Mercji, i Siward, earl Northumbrii. Sam król otaczał się normandzkimi doradcami, co irytowało anglosaską i duńską szlachtę. Na czele opozycji stanął earl Godwin, od 1045 r. teść króla (wydał za niego swoją córkę Edytę, ale nie zmieniło to postępowania Edwarda, który nadał żył w celibacie i nie pozostawił potomstwa). Edward nie godził się z wszechwładzą Godwina. W 1047 r. storpedował plany Godwina pomocy jego siostrzeńcowi, Swenowi II Duńskiemu, zagrożonemu przez Magnusa Norweskiego. W 1050 r. Edward zadał potężny cios potędze rodu Godwina, doprowadzając do rozwiązania najemnej floty, jednej z głównych podpór potęgi Godwina. Do tego doszedł jeszcze spór o obsadę stolicy arcybiskupiej w Canterbury. Król odrzucił kandydata Godwina i powierzył to stanowisko Normanowi, Robertowi z Jumièges.
Do generalnego starcia doszło w 1051 r., kiedy do Edwarda przybył w odwiedziny jego krewniak i przyjaciel z czasów wygnania, Eustachy II z Boulogne. Podczas drogi powrotnej orszak Eustachego zatrzymał się w Dover i bezceremonialnie zażądał noclegu od mieszczan. W efekcie wybuchły rozruchy, w wyniku których zabito kilku ludzi z orszaku kuzyna Edwarda, hrabiego Eustachego II z Boulogne. Godwin, którego jurysdykcji podlegały te tereny, odmówił ukarania winnych. Zebrał natomiast armię i ruszył przeciwko Edwardowi do Gloucester, ale tym razem przecenił swoje siły. Earlowie Leofric i Siward stanęli po stronie Edwarda i Godwin musiał udać się na wygnanie. We wrześniu 1051 r. został pozbawiony wszystkich tytułów i godności. Królowa Edyta została wysłana do klasztoru w Wherwell.
Godwin jednak rychło nawiązał porozumienie z innymi emigrantami i w 1052 r. powrócił z liczną armią i zyskał spore poparcie w południowej Anglii. Z Irlandii powrócił jego najstarszy syn Harold i odniósł sukcesy w walkach z lokalnymi siłami królewskimi. Earlowie Leofric i Siward w międzyczasie zrazili się do króla. Edward musiał więc przywrócić Godwinowi wszystkie tytuły i oddalić swoich normandzkich doradców. Godwin jednak zmarł w 1053 r. i Edwardowi udało się ukrócić potęgę jego rodu, dzieląc rozległe posiadłości ziemskie earla między jego synów i swoich zaufanych ludzi.

## Kwestia sukcesji
Głównym problemem za panowania Edwarda była kwestia następstwa tronu. Edward, mimo iż miał żonę, całe życie żył we wstrzemięźliwości i nie doczekał się potomstwa. Potencjalnych kandydatów do tronu było niewielu. Jedynym żyjącym potomkiem Alfreda Wielkiego był bratanek Edwarda, Edward Wygnaniec. W 1056 r. został on wezwany do Anglii i wyznaczony następcą tronu. Zmarł jednak nagle w lutym 1057 r. pozostawiając małego syna Edgara. Został on wyznaczony następcą, ale nie cieszył się poparciem earlów. Ich kandydatem był earl Wesseksu, Harold, syn potężnego Godwina, którzy rzeczywiście po śmierci Edwarda został królem.
Równolegle dawały o sobie znać pronormandzkie sympatie Edwarda. W 1052 r. w Londynie odwiedził króla książę Normandii Wilhelm II, któremu Edward miał wówczas w tajemnicy przed dworem obiecać sukcesję na tronie Anglii. W 1066 r. Wilhelm powołał się na królewskie obietnice i ruszył na podbój Anglii.
Edward zmarł 5 stycznia 1066 r. w pałacu westminsterskim. Pochowano go następnego dnia w tamtejszym opactwie (ang. Westminster Abbey), które król wybudował w latach 1045–1050 (jego konsekracja nastąpiła 28 grudnia 1065 r.). Earlowie wybrali królem Harolda Godwinsona, ale roszczenia do korony zgłosił Wilhelm Normandzki, który jesienią wylądował w Anglii i dzięki zwycięstwu pod Hastings zdobył angielską koronę.

## Kult
Kult Edwarda narodził się niedługo po jego śmierci. Po objęciu tronu przez Henryka II w 1154 roku na polecenie króla rozpoczęto przygotowania do wyniesienia na ołtarze. Kult został zatwierdzony przez papieża Aleksandra III w roku 1161.
Od XIV wieku św. Edward jest głównym patronem Anglii oraz angielskich królów, a także opiekunem złych małżeństw i rozdzielonych małżonków.
W ikonografii św. Edward przedstawiany jest jako wysoki mężczyzna z brodą, w królewskim płaszczu. Czasami niesie chorego.
Wspomnienie liturgiczne w Kościele katolickim obchodzone jest 5 stycznia. Kościół Anglii wspomina świętego króla 13 października w rocznicę pierwszego przeniesienia jego relikwii (1166).

## Genealogia
| 4. Edgar Spokojny zm. 8 lipca 975               |  |                                              |  |  |                                        |
|                                                 |  | 2. Ethelred II Bezradny zm. 23 kwietnia 1016 |  |  |                                        |
| 5. Elfrida zm. 1000                             |  |                                              |  |  |                                        |
|                                                 |  |                                              |  |  | 1. Edward Wyznawca zm. 5 stycznia 1066 |
| 6. Ryszard I Nieustraszony zm. 20 listopada 996 |  |                                              |  |  |                                        |
|                                                 |  | 3. Emma z Normandii zm. 6 marca 1052         |  |  |                                        |
| 7. Gunnor zm. 1031                              |  |                                              |  |  |                                        |
|                                                 |  |                                              |  |  |                                        |